# معاهدة حظر الأسلحة الكيميائية
إنّ معاهدة حظر الأسلحة الكيميائية معاهدةٌ لضبط الأسلحة تحظّر إنتاج الأسلحة الكيميائية ومركباتها الطليعية وتخزينها واستخدامها، واسم المعاهدة الكامل «معاهدة حظر تطوير الأسلحة الكيميائية وإنتاجها وتخزينها واستخدامها وتدميرها». وتمّت المعاهدة بإدارة منظمة حظر الأسلحة الكيميائية (OPCW)، وهي منظمة ما بين الحكومات ومقرها الرئيسي في لاهاي في هولندا. ودخلت المعاهدة حيّز التنفيذ عام 1997، فمنعت استخدام الأسلحة الكيميائية وإنتاجها وتخزينها ونقلها. وتُعتبر كلّ مادة كيميائية مستخدمة لأغراض الحرب سلاحًا كيميائيًا بموجب هذه المعاهدة. وتتمثل أهم موجبات أطراف هذه المعاهدة بتطبيق هذا الحظر وتدمير كافة الأسلحة الكيميائية الموجودة. وتشرف منظمة حظر الأسلحة الكيميائية على عمليات التدمير.
ابتداءً من نيسان/أبريل 2016، وافقت 192 دولة على الالتزام بمعاهدة حظر الأسلحة الكيميائية. وقد وقّعت إسرائيل على المعاهدة لكنّها لم تصادق على الاتفاق، في حين امتنعت ثلاث دولٍ أعضاء في الأمم المتحدة (وهي مصر وكوريا الشمالية وجنوب السودان) عن التوقيع على المعاهدة أو حتى الموافقة عليها. وقدّمت أنغولا طلب الانضمام إلى معاهدة حظر الأسلحة الكيميائية مؤخرًا في 16 أيلول/سبتمبر 2015. وفي أيلول/سبتمبر 2013، انضمت سوريا إلى المعاهدة كجزء من الاتفاق الذي أبرمته لتدمير مخزون الأسلحة الكيميائية في سوريا.
وابتداءً من تشرين الأول/أكتوبر 2016، تمّ تدمير حوالى 93% من مخزون الأسلحة الكيميائية المعلَن في العالم. وتضم المعاهدة أحكامًا تقضي بالتقييم النظامي لمرافق إنتاج الأسلحة الكيميائية والتحقيق في مزاعم استخدام الأسلحة الكيميائية وإنتاجها بناءً على استخبارات الدول الأعضاء الأخرى.
وتخضع بعض المواد الكيميائية التي يتم استخدامها بشكلٍ كبير في الحروب لكن لها استعمالات صناعية كثيرة وواسعة النطاق، على غرار مادة الفوسجين، لضوابط كثيرة. إلّا أنّ هناك عددٌ من الاستثناءات الملحوظة. فغاز الكلورين مثلًا سامٌّ للغاية، لكنّه غير مصنّف كسلاحٍ كيميائي بشكلٍ رسمي لأنّه عنصر نقي ومستخدم بشكلٍ كبير لأغراضٍ سلمية. ويستمر عددٌ من الدول (على غرار نظام بشار الأسد في سوريا) في تصنيع هذه المواد الكيميائية واستخدامها في الذخائر القتالية. وبيد أنّ هذه المواد الكيميائية غير مضبوطة بموجب معاهدة حظر الأسلحة الكيميائية (عندما تستخدَم بهدف القتل وحده أو للقتل بشكلٍ أساسي من بين أغراضٍ أخرى من خلال سمّيّته)، إنّها ممنوعةٌ بحدّ ذاتها بموجب المعاهدة. وإنّ مواد أخرى، مثل الفسفور الأبيض، سامةٌ للغاية لكنّ معاهدة حظر الأسلحة الكيميائية تعتبرها قانونيةً عندما تستخدمها القوات العسكرية لتستعين بمواصفاتٍ فيها غير سمّيّتها.

## التاريخ
بدأ البحث في حظرٍ بين الحكومات للأسلحة الكيميائية والبيولوجية عام 1968 ضمن هيئة نزع السلاح التي تتألف من 18 دولة والتي باتت تعرَف بمؤتمر نزع السلاح (CD) عام 1984 بعد عدة تغييرات في التسمية والتركيبة. وفي 3 أيلول/سبتمبر 1992، قدّم مؤتمر نزع السلاح تقريره للجمعية العامة للأمم المتحدة الذي تضمّن نصّ معاهدة حظر الأسلحة الكيميائية. ووافقت الجمعية العامة على المعاهدة في 30 تشرين الثاني/نوفمبر 1992 وفتح بعدها الأمين العام للأمم المتحدة المعاهدة للتوقيع في باريس في 13 كانون الثاني/يناير 1993. وبقيت المعاهدة مفتوحةً للتوقيع حتى تاريخ دخولها حيّز التنفيذ في 29 نيسان/أبريل 1997، أي بعد 180 يومًا من وضع المصادقة الـ65 (من قبل هنغاريا). وتشكّل المعاهدة نسخةً موسّعة من بروتوكول جنيف لعام 1925 حول الأسلحة الكيميائية وتتضمّن إجراءاتٍ تحقّقية شاملة كالتفتيش في الموقع. إلّا أنّها لا تغطّي الأسلحة البيولوجية.

## منظمة حظر الأسلحة الكيميائية
لقد تمّت المعاهدة بإدارة منظمة حظر الأسلحة الكيميائية (OPCW) التي تشكّل المنصة القانونية لتحديد أحكام معاهدة حظر الأسلحة الكيميائية. ويهتمّ مؤتمر الدول الأطراف لتغيير معاهدة حظر الأسلحة الكيميائية وتمرير القوانين حول تطبيق متطلبات معاهدة حظر الأسلحة الكيميائية. تقود الأمانة الفنية للمنظمة عمليات تفتيش للحرص على التزام الدول الأعضاء بالمعاهدة. وتستهدف عمليات التفتيش هذه مواقع التدمير (المراقبة بشكلٍ متواصل خلال عملية التدمير) ومرافق إنتاج الأسلحة الكيميائية التي تم تفكيكها أو تحويلها للاستخدام المدني، فضلًا عن تفتيش الصناعة الكيميائية. ويمكن للأمانة أيضًا أن تقود «تحقيقاتٍ في الاستخدام المزعوم» للأسلحة الكيميائية وأن تقدّم المساعدة بعد استخدام الأسلحة الكيميائية.
ونالت المنظمة جائزة نوبل للسلام عام 2013 لأنها ومن خلال معاهدة حظر الأسلحة الكيميائية قد «حددت استخدام الأسلحة الكيميائية على أنّه محرّم بموجب القانون الدولي»، بحسب ما قاله رئيس مجلس إدارة اللجنة النرويجية لجائزة نوبل  السيد ثوربيور جاغلاند. 

## النقاط الأساسية الواردة في المعاهدة
- حظر إنتاج الأسلحة الكيميائية واستخدامها
- تدمير مرافق إنتاج الأسلحة الكيميائية (أو مراقبة تحويلها إلى وظائف أخرى)
- تدمير كافة الأسلحة الكيميائية (بما فيها الأسلحة المتروكة خارج حدود الدول الأعضاء)
- التعاون بين الدول الأعضاء ومنظمة حظر الأسلحة الكيميائية في حالات استخدام الأسلحة الكيميائية
- نظام تفتيش خاص بمنظمة حظر الأسلحة الكيميائية لإنتاج المواد الكيميائية التي قد يتم تحويلها إلى أسلحة كيميائية
- التعاون الدولي في الاستخدام السلمي للكيمياء في المناطق ذات الصلة

### المواد المراقبة
تميّز المعاهدة بين ثلاث فئات من المواد التي تخضع للمراقبة والمواد الكيميائية التي يمكن استخدامها بنفسها كأسلحة كيميائية أو تلك التي تستخدَم في صناعة الأسلحة. ويتمّ تصنيف المواد بحسب الكميات المنتجة من المادة للأغراض التجارية الشرعية. وتنقسم كل فئة إلى جزئين: الجزء (أ) المؤلف من المواد الكيميائية التي يمكن استخدامها كأسلحةٍ كيميائية بشكلٍ مباشر، والجزء (ب) المؤلف من المواد الكيميائية المفيدة لصناعة الأسلحة الكيميائية. وباستثناء السلائف الكيميائية، تعرّف المعاهدة بالمواد الكيميائية السامّة على أنها «أي مادة كيميائية يمكن من خلال مفعولها الكيميائي في العمليات الحيوية أن تحدث وفاة أو عجزًا مؤقتًا أو أضرارًا دائمة للإنسان أو الحيوان. ويشمل ذلك جميع المواد الكيميائية التي هي من هذا القبيل بغض النظر عن منشئها أو طريقة إنتاجها، وبغض النظر ععمّا إذا كانت تنتج في مرافق أو ذخائر أو أي مكان آخر».
- الفئة الأولى: المواد الكيميائية التي نادرًا ما تستخدَم في ما غير الأسلحة الكيميائية أو لا تستخدم بتاتًا لأغراض ٍ أخرى. يمكن إنتاج هذه المواد أو استخدامها لأغراض بحثية أو طبية أو صيدلانية أو في اختبار الأسلحة الكيميائية. إلّا أنّه يتعين على الجهة المنتجة الإفصاح عن الإنتاج الذي يتخطّى 100 غرام في السنة أمام منظمة حظر الأسلحة الكيميائية. ويحقّ للبلد الواحد أن يمتلك طنًا واحدًا من هذه المواد كحدٍ أقصى. ومن هذه المواد نذكر غاز الخردل والعوامل المؤثرة على الأعصاب والمواد المستخدمة كسلائف كيميائية في تصنيعها. ولعددٍ ضئيل من هذه المواد الكيميائية تطبيقات غير عسكرية محدودة للغاية. فعلى سبيل المثال، يتم استخدام ميليغرامات من الخردل النتروجيني لعلاج أنواع من السرطان.
- الفئة الثانية: المواد الكيميائية ذات التطبيقات المشروعة على النطاق الضيق. يجب الإفصاح عن هذا النوع من الإنتاج، وما من ضوابط على التصدير إلى البلدان غير الموقّعة على معاهدة حظر الأسلحة الكيميائية. نذكر مثلًا تيوثنائي الغليكول الذي يمكن استخدامه في صناعة عوامل غاز الخردل لكن أيضًا كمذيب للحبر.
- الفئة الثالثة: المواد الكيميائية ذات الاستخدامات واسعة النطاق بعيدًا عن الأسلحة الكيميائية. ويجب التصريح عن المحطات التي تنتج أكثر من 30 طن في السنة ويمكن تفتيشها، ويتم في هذا الصدد فرض ضوابط على تصدير هذه المواد إلى البلدان غير الموقّعة على معاهدة حظر الأسلحة الكيميائية. ومن هذه المواد نذكر الفوسجين (وهو السلاح الكيميائي الأكثر فتكًا المستخدم في الحرب العالمية الأولى)[14] الذي يتم استخدامه كسلاحٍ كيميائي لكنّه في الوقت عينه سلف كيميائي في تصنيع عددٍ كبير من المركّبات العضوية الشرعية (ومنها العوامل الصيدلانية وعدد كبير من مبيدات الحشرات الشائعة) وثلاثي ايثانولامين المستخدم في صناعة الخردل النتروجيني لكن أيضًا في مستلزمات التجميل والنظافة بشكلٍ كبير.

وتشمل المعاهدة أيضًا مركّبات الكربون المسمّاة بـ«المواد الكيميائية العضوية المتفردة» التي يتّسم معظمها بسمّيّة مباشرة متوسطة إلى عالية أو التي يمكن تحويلها مباشرةً إلى مركّبات ذات سمّيّة كافية للاستخدام العملي كسلاح كيميائي. والمعني هنا هي كافة مركّبات الكربون باستثناء سلاسل البوليمر الطويلة والأكسيد والكبريتيد والكربونات المعدني على غرار الفوسفات العضوي. ويجب إعلام منظمة حظر الأسلحة الكيميائية بأي محطة تنتج (أو من المتوقّع أن تنتج) أكثر من 200 طن في السنة أو 30 طن إذا كانت المادة الكيميائية تتضمن الفوسفور أو الكبريت أو الفلور ويحق للمنظمة بتفتيش المحطة إلّا في حال كانت تنتج المتفجرات والهيدروكربون فحسب.

## الدول الأعضاء
وقّعت 165 دولة على معاهدة حظر الأسلحة الكيميائية قبل دخولها حيز التنفيذ عام 1997، ما سمح لها بالمصادقة على الاتفاق بعد الحصول على الموافقة المحلية. وبعد دخول المعاهدة حيز التنفيذ، تمّ إقفال التوقيع على المعاهدة، وكانت الطريقة الوحيدة لانضمام الدول غير الموقّعة إلى المعاهدة هي من خلال طلب الدخول. وابتداءً من نيسان/أبريل 2016، باتت 192 دولة تمثّل أكثر من 98 في المئة من سكان العالم طرفًا في معاهدة حظر الأسلحة الكيميائية. ومن بين الدول الأربع غير المنضمة إلى المعاهدة، وقّعت إسرائيل على المعاهدة لكن من دون المصادقة عليها، في حين أنّ مصر وكوريا الشمالية وجنوب السودان لم توقّع أو تدخل المعاهدة. والوضع مماثل بالنسبة لدولة فلسطين. فمنذ أن باتت دولة مراقِبة في الأمم المتحدة، باتت مخوّلة للدخول إلى المعاهدة. أمّا تايوان فقد أعلنت أنها ملتزمة بالمعاهدة مع أنها ليست دولةً عضو فيها. 

### المنظمات الأساسية للدول الأعضاء
يتمّ تمثيل الدول الأعضاء في منظمة حظر الأسلحة الكيميائية من خلال ممثل دائم. يتمّ الجمع بشكلٍ عام بين هذه الوظيفة ووظيفة السفير. ومن أجل التحضير لعمليات تفتيش منظمة حظر الأسلحة الكيميائية، يتعين على الدول الأعضاء تشكيل سلطة وطنية.

## المخزون العالمي من الأسلحة الكيميائية
تمّ الإفصاح عن 72524 طن متري من العوامل الكيميائية و8،67 مليون ذخيرة وحاوية كيميائية و97 مرفق إنتاج لدى منظمة حظر الأسلحة الكيميائية.

### الإطار الزمني للتدمير
وضعت المعاهدة عددًا من الخطوات مع مهلة لإتمام عملية تدمير الأسلحة الكيميائية وتدبيرًا محددًا لطلب تمديد المهلة. ولم يصل أي بلد إلى الإلغاء التام بموجب المعاهدة الأصلية بيد أنّ عددًا من البلدان انتهت من العملية في غضون تمديداتٍ مسموحة.
| مراحل التخفيف                                                                 |                  |              |         |
| الملاحظات                                                                     | المهلة           | نسبة التخفيف | المرحلة |
|                                                                               | نيسان/أبريل 2000 | 1%           | 1       |
| التدمير التام للذخائر الفارغة والسلائف الكيميائية ومعدات الملء وأنظمة الأسلحة | نيسان/أبريل 2002 | 20%          | 2       |
|                                                                               | نيسان/أبريل 2004 | 45%          | 3       |
| التمديدات ممنوعة بعد نيسان/أبريل 2012                                         | نيسان/أبريل 2007 | 100%         | 4       |

### تقدُّم عملية التدمير
ابتداءً من تشرين الأول/أكتوبر 2016، تمّ تدمير 67098 من أصل 72524 طن متري (أي 93%) من العوامل الكيميائية بشكلٍ مؤكّد. وتمّ تدمير أكثر من 57% (أي 4,97 مليون) من الذخائر والحاويات الكيميائية.
وقد عمدت خمس دولٍ أعضاء، تشمل ألبانيا ودولة عضو لم يتم تحديدها (يعتقد الكثيرون أنها كوريا الجنوبية) والهند وليبيا، إلى تدمير مخزونها من الأسلحة الكيميائية بشكلٍ تام. أمّا روسيا والولايات المتحدة اللّتين أعلنتا عن امتلاك الكميات الأكبر من الأسلحة الكيميائية فهما في طور تدمير مخزونيهما. وكانت المهلة الأخيرة المحددة للبلدين في نيسان/أبريل 2012 إلّا أنّه لم يتمّ الالتزام بهذه المهلة. وتمّ تدمير الأسلحة الكيميائية من الفئة الأولى بالكامل في ليبيا عام 2014 ومن المخطط له أن تنتهي عملية تدمير الأسلاف الكيميائية في ليبيا عام 2016. أمّا العراق فلم يبدأ حتى الآن بعملية التدمير. وبدأت اليابان والصين في تشرين الأول/أكتوبر 2010 بتدمير الأسلحة الكيميائية المخلفة من الحرب العالمية الثانية التي تركتها اليابان في الصين من خلال وحدات تدمير نقّالة وأفادت بتدمير 35203 سلاح كيميائي (أي 75% من مخزون نانجينغ).

#### المخزون العراقي
أمر مجلس الأمن التابع للأمم المتحدة بتفكيك مخزون الأسلحة الكيميائية العراقي عام 1991. ومع حلول العام 1998، ساهم مفتّشو لجنة الأمم المتحدة الخاصة بشكلٍ كبير في تدمير 88 ألف ذخيرة مليئة وفارغة وأكثر من 690 طن متري من العوامل الكيميائية القوية والمستخدمة كأسلحة وحوالى 4 آلاف طن من الأسلاف الكيميائية و980 قطعة من معدات الإنتاج الأساسية. وغادر مفتشو لجنة الأمم المتحدة الخاصة عام 1998.
وفي عام 2009، وقبل انضمام العراق إلى معاهدة حظر الأسلحة الكيميائية، أفادت منظمة حظر الأسلحة الكيميائية بأنّ الجيش الأمريكي قد دمّر حوالى 5 آلاف سلاح كيميائي قديم في تفجيراتٍ في الهواء الطلق منذ عام 2004. وكانت هذه الأسلحة المصنّعة قبل حرب الخليج عام 1991 تحتوي على السارين وعوامل غاز الخردل، إلّا أنّها كانت قد تحلّلت للغاية لدرجة أنّها لم تعد قابلة للاستخدام للغاية الأصلية.
وعندما انضمّ العراق إلى معاهدة حظر الأسلحة الكيميائية عام 2009،  أعلن عن «مستودعين من ذخائر الأسلحة الكيميائية الممتلئة والفارغة وبعض الأسلاف الكيميائية، بالإضافة إلى خمسة مرافق سابقة لإنتاج الأسلحة الكيميائية»، بحسب ما قاله المدير العام لمنظمة حظر الأسلحة الكيميائية روجيليو بريفتر. وتمّ إغلاق مداخل المستودعين بمترٍ ونصف من الخرسانة المسلحة عام 1994 تحت إشراف لجنة الأمم المتحدة الخاصة. وابتداءً من عام 2012، كانت خطة تدمير الأسلحة الكيميائية لا تزال في مرحلة التطوير وتواجه تحدياتٍ ملحوظة. وعام 2014، سيطر تنظيم «داعش» على الموقع.

#### تدمير الأسلحة الكيميائية السورية
بعد الاعتداء بالأسلحة الكيميائية على الغوطة في آب/أغسطس من عام 2013، اعترفت سوريا بامتلاكها الأسلحة الكيميائية في أيلول/سبتمبر 2013 بعد أن دامت الشكوك حول ذلك وقتًا طويلاً، ووافقت على إخضاع هذه الأسلحة للإشراف الدولي. وفي 14 أيلول/سبتمبر، قدّمت سوريا طلب الانضمام إلى معاهدة حظر الأسلحة الكيميائية وكانت الأمم المتحدة هي جهة الإيداع. ووافقت سوريا على تطبيق أحكام المعاهدة ودخولها حيز التنفيذ ابتداءً من  14 تشرين الأول/أكتوبر. وابتكرت روسيا والولايات المتحدة برنامجًا مسرّعًا لتدمير الأسلحة الكيميائية في 14 أيلول/سبتمبر ونال هذا البرنامج دعم القرار 2118 لمجلس الأمن التابع للأمم المتحدة وقرار المجلس التنفيذي التابع لمنظمة حظر الأسلحة الكيميائية EC-M-33/DEC.1. وكانت المهلة الأخيرة لتدمير السلاح السوري في النصف الأول من عام  2014. وقدّمت سوريا لمنظمة حظر الأسلحة الدولية لائحةً بترسانة الأسلحة الكيميائية التي تملكها وبدأت بتدميرها في تشرين الأول/أكتوبر 2013، أي قبل أسبوعين من دخولها حيز التنفيذ بشكلٍ رسمي مع تطبيق أحكام المعاهدة.

#### الدعم المالي للتدمير
أمّنت الولايات المتحدة الدعم المالي لبرنامجَي تدمير المخزونين الليبي والألباني. وتلقّت روسيا الدعم من عددٍ من الدول ومنها الولايات المتحدة والمملكة المتحدة وألمانيا وهولندا وإيطاليا وكندا ووصل المبلغ إلى مليارَي دولار أمريكي مع حلول العام 2004. أمّا كلفة برنامج ألبانيا فكانت تقدَّر بحوالى 48 مليون دولار أمريكي. وقد أنفقت الولايات المتحدة 20 مليار دولار ومن المتوقع أن تنفق 40 مليار دولار إضافي.

### مرافق الإنتاج المعروفة (للأسلحة الكيميائية)
لقد أفصحت 14 دولة عضو عن امتلاكها مرافق لإنتاج الأسلحة الكيميائية وهي: 
- البوسنة والهرسك
- الصين
- فرنسا
- الهند
- إيران
- العراق
- اليابان
- ليبيا
- روسيا
- صربيا
- سوريا
- المملكة المتحدة
- الولايات المتحدة
- دولة عضو غير معلنة (مشار إليها كـ«دولة عضو» في مراسلات منظمة حظر الأسلحة الكيميائية ويقال أنها كوريا الجنوبية).[44]

ابتداءً من أيار/مايو 2015، تمّ توقيف المرافق الـ97 المعلن عنها وتمّ توثيق تدمير 93% (أي 90) منها أو تحويلها للاستخدام المدني. 

## الوصلات الخارجية
- Chemical Weapons Convention Website, الولايات المتحدة
- Chemical Weapons Convention Website نسخة محفوظة 19 نوفمبر 2008 على موقع واي باك مشين., سنغافورة
- Chemical Weapons Convention: Full Text
- Chemical Weapons Convention: Ratifying Countries
- Annex on Chemicals, describing the schedules and the substances on them, OPCW website
- The Chemical Weapons Convention at a Glance نسخة محفوظة 16 أبريل 2014 على موقع واي باك مشين., Arms Control Association
- Chemical Warfare Chemicals and Precursors, Chemlink Pty Ltd, Australia
- Introductory note by Michael Bothe, procedural history note and audiovisual material on the Convention on the Prohibition of the Development, Production, Stockpiling and Use of Chemical Weapons and on their Destruction in the Historic Archives of the United Nations Audiovisual Library of International Law
- Lecture by Santiago Oñate Laborde entiteld The Chemical Weapons Convention: an Overview in the Lecture Series of the United Nations Audiovisual Library of International Law